# Xerotricha nubivaga
Xerotricha nubivaga е вид охлюв от семейство Hygromiidae. Видът не е застрашен от изчезване.

## Разпространение и местообитание
Разпространен е в Испания (Канарски острови).
Обитава склонове и храсталаци.